# Ultima notte a Soho
Ultima notte a Soho (Last Night in Soho) è un film del 2021 diretto da Edgar Wright.

## Trama
Cornovaglia. Eloise "Ellie" Turner è una 19enne appassionata degli anni ’60, cresciuta con la nonna Peggy dopo il suicidio della madre quando aveva 7 anni - che Ellie vede negli specchi - e che sta per partire per Londra per esaudire il suo sogno che condivideva con la madre: studiare alla London College of Fashion per diventare una stilista. 
Londra. Ellie, spaesata dalla rumorosa vita dello studentato e non trovandosi molto con la sua compagna di stanza, Jocasta, decide di prendere in affitto un monolocale (camera, angolo cottura e bagno) vicino al mercato di Goodge Place, di proprietà dell'anziana sig.ra Collins. La prima notte nell'appartamento Ellie si ritrova catapultata negli anni ‘60 al Café de Paris nei panni della giovane aspirante cantante Sandie e inizia una relazione col "manager" Jack. Il giorno seguente Ellie disegna un abito, inizia a vestirsi e si fa un taglio di capelli ispirandosi a Sandie e, per pagarsi l'alloggio, trova lavoro in un pub dove attira le attenzioni di un uomo anziano che ha notato la somiglianza tra lei e Sandie. 
Mano a mano che i sogni continuano, però, Ellie scopre che Sandie non ha vissuto la vita che desiderava ma che Jack ha iniziato a farla prostituire e solo un certo Lindsay, un poliziotto sotto copertura, cercò di salvarla invano; inoltre, quando è sveglia, Ellie vede degli uomini senza volto - i clienti di Sandie - che la seguono. 
Halloween. Spaventata dai sogni e dall'anziano del pub, Ellie porta John, un ragazzo che le fa la corte, al monolocale con lei ma qui ha la visione dell'omicidio di Sandie per mano di Jack così, convinta che l'uomo anziano sia Jack, va dalla polizia che però non la prende sul serio.
Pur non conoscendo né il vero nome né tantomeno il cognome di Sandie, Ellie, aiutata da John, cerca degli articoli relativi all'omicidio della ragazza trovando però solo notizie di uomini scomparsi nel nulla nella zona in cui vive. Dopo un'ulteriore visione, durante la quale per poco non pugnala Jocasta, Ellie affronta l'anziano che, dopo aver negato di aver ucciso Sandie e aver sostenuto che lei ora si trova proprio dove vuole essere, viene investito da un taxi; è così che Ellie scopre dalla proprietaria del pub che l'uomo è l'ormai ex poliziotto Lindsay. 
Devastata, Ellie decide di lasciare Londra così John la accompagna a riprendere le sue cose dalla Collins che, dopo averle preparato una tazza di tè e aver ascoltato la sua storia su Sandie le rivela di essere lei Sandie (diminutivo di Alexandra), che ha ucciso Jack per legittima difesa e poi ha iniziato a uccidere i suoi clienti per poi murarli sotto il pavimento e nelle pareti della casa. Ellie si rende conto che la Collins ha drogato il tè che le ha offerto in modo da inscenarne il suicidio ma, mentre John, non vedendo più uscire Ellie, suona alla porta dell'anziana che, dopo averlo fatto entrare, lo pugnala, Ellie innesca accidentalmente un incendio. 
Ha così inizio una colluttazione tra Ellie e la Collins che, una volta entrata, nella sua vecchia stanza si trova davanti i fantasmi degli uomini che ha ucciso e di Jack che colpisce l'anziana, la quale, accorgendosi che vigili del fuoco e polizia sono sopraggiunti, cerca di tagliarsi la gola venendo però fermata da Ellie. Sandie però invita Ellie di salvarsi con John, mentre lei rimane nell'edificio ormai consumato dalle fiamme. 
Qualche tempo dopo, gli abiti di Ellie, in rigoroso stile anni ’60, vengono presentati in una sfilata e mentre riceve le congratulazioni da parte di nonna Peggy e John, che si è quindi salvato, la ragazza vede nello specchio prima la madre e poi Sandie, che la salutano.

## Produzione
Nel gennaio 2019 Edgar Wright ha annunciato il progetto, un horror psicologico ambientato a Londra e scritto insieme a Krysty Wilson-Cairns, influenzato da film come A Venezia... un dicembre rosso shocking (1973) e Repulsione (1965).
Secondo quanto dichiarato dal regista, la scelta di far sì che la protagonista fosse ossessionata dagli anni '60 dipende dalla sua stessa passione per quel decennio, trasmessagli dai suoi genitori; come la protagonista, anche lui nutriva una forte passione per una collezione di vinili di quell'epoca.

### Riprese
Le riprese del film, svoltesi a Londra, sono iniziate il 23 maggio e sono terminate il 30 agosto 2019; nel 2020, tra il 24 giugno ed il 4 agosto, sono state effettuate delle riprese aggiuntive.
Il budget del film è stato di circa 43 milioni di dollari.

## Colonna sonora
La colonna sonora del film è stata pubblicata su doppio vinile attraverso l'etichetta Black Lot Music. Il film include principalmente le versioni originali di brani famosi pubblicati nel corso degli anni '60, tuttavia la stessa Anya Taylor-Joy ha inciso una cover di Downtown di Petula Clark, brano eseguito dal suo personaggio nel film.

## Promozione
Il 23 maggio 2021, durante la puntata del Saturday Night Live con ospite Anya Taylor-Joy, viene diffuso il primo teaser promozionale del film insieme all'annuncio della diffusione del primo trailer, distribuito poi il 25 maggio seguente. Un secondo trailer viene diffuso l'8 settembre 2021.

## Distribuzione
Il film, inizialmente fissato al 25 settembre 2020 e poi rinviato al 23 aprile 2021 a causa della pandemia di COVID-19, è stato presentato alla 78ª Mostra internazionale d'arte cinematografica di Venezia il 4 settembre 2021 e distribuito nelle sale cinematografiche statunitensi a partire dal 22 ottobre 2021, ed in quelle italiane dal 4 novembre dello stesso anno.

## Accoglienza

### Incassi
Il film ha incassato 23,1 milioni di dollari in tutto il mondo.
In Italia ha incassato 188.868 euro.

### Critica
Sull'aggregatore Rotten Tomatoes il film riceve il 75% delle recensioni professionali positive con un voto medio di 6,9 su 10 basato su 308 critiche, mentre su Metacritic ottiene un punteggio di 65 su 100 basato su 55 critiche.

## Riconoscimenti
- 2022 – British Academy Film Awards[24]
  - Candidatura per il miglior film britannico
  - Candidatura per il miglior sonoro a Colin Nicolson, Julian Slater, Tim Cavagin e Dan Morgan
- 2022 – Critics' Choice Awards[25]
  - Candidatura per il miglior film horror
  - Candidatura per la miglior attrice in un film horror a Anya Taylor-Joy
  - Candidatura per la miglior attrice in un film horror a Thomasin McKenzie
- 2022 – Golden Reel Awards[26]
  - Candidatura per il miglior montaggio sonoro in un film per i dialoghi
- 2022 – Saturn Award[27]
  - Candidatura per il miglior film horror
  - Candidatura per la miglior attrice non protagonista a Diana Rigg
  - Candidatura per la miglior scenografia a Marcus Rowland